# Фёдоровское (Брянская область)
Фёдоровское — село в Рогнединском районе Брянской области России. Входит в состав Фёдоровского сельского поселения.

## География
Село находится в северной части Брянской области, в зоне хвойно-широколиственных лесов, в пределах южной окраины Смоленской возвышенности, на правом берегу реки Воронок, на расстоянии примерно 12 км (по прямой) к северу от Рогнедино, административного центра района. Абсолютная высота — 200 м над уровнем моря.

### Климат
Климат характеризуется как умеренно континентальный. Средняя температура воздуха самого тёплого месяца (июля) — 18,3 °C; самого холодного (января) — −9 °C. Безморозный период длится в среднем 133 дня. Среднегодовое количество атмосферных осадков составляет около 600 мм, из которых большая часть выпадает в тёплый период.

### Часовой пояс
Село Фёдоровское, как и вся Брянская область, находится в часовой зоне МСК (московское время). Смещение применяемого времени относительно UTC составляет +3:00.

## История
До упразднения уездно-губернского деления село являлось волостным центром Фёдоровской волости  Рославльского уезда Смоленской губернии.
В 1904 году зафиксировано церковь, церковно-приходское училище.

## Население
| 2010 | 2013 |
| ---- | ---- |
| 9    | ↘5   |

### Национальный состав
Согласно результатам переписи 2002 года, в национальной структуре населения русские составляли 100 % из 30 чел.

## Инфраструктура
Личное подсобное хозяйство с зоной сельскохозяйственного использования, индивидуальная застройка усадебного типа.

## Памятные места, достопримечательности
Обелиск воинам и партизанам, павшим за Родину.

## Транспорт
Село доступно автотранспортом.